# Haroldius krali
Haroldius krali är en skalbaggsart som beskrevs av Utsunomiya och Masumoto 2000. Haroldius krali ingår i släktet Haroldius och familjen bladhorningar. Inga underarter finns listade i Catalogue of Life.